# Sverige Amerika centret
Sverige Amerika Centret är ett nationellt institut för migrationsforskning och kulturellt utbyte som invigdes i april 2009 och är en fortsättning på den verksamhet som initierades av Emigrantregistret i Karlstad. Centret är beläget i nya lokaler vid Residenstorget i Karlstad.
Institutet är öppet för forskning. Det finns också en databas benämnd EmiWeb med miljontals namn från våra olika kyrkoarkivalier och utvandrarhamnarnas passagerarlistor. 

## Tidskriften
Sverige Amerika Centret ger i samarbete med Swedish Council of America ut tidskriften Sverige & Amerika. Tidningen utges i två identiska upplagor, en svensk- och en engelskspråkig.

## Ny i Inre Skandinavien
Sverige Amerika Centret är projektägare för EU-projektet Ny i Inre Skandinavien som går ut på att dokumentera modernare tids invandring till Värmland, Dalarna och Västra Götaland, se www.niis.se

## Arbetsmarknadsprojekt
Sverige Amerika Centret driver i samarbete med Arbetsförmedlingen ett arbetsmarknadsprojekt i Västsverige. Uppgifterna inom projekten går ut på att digitalisera och tillgängliggöra kulturarvsmaterial kopplat till migrationshistoria.